# بلشون حمراوي
البلشون الحمراوي (الاسم العلمي:  Egretta rufescens) هو طائر من أنواع طيور البلشون، متوسط الحجم. مقيم ويتكاثر في أمريكا الوسطى وجزر البهاما ومنطقة البحر الكاريبي وساحل الخليج في الولايات المتحدة والمكسيك. يتواجد وينتشر هذا الطير بعد فترة التكاثر نحو الشمال من نطاق الاماكن التي يعشش بها. في الماضي؛ كان هذا الطائر ضحية للاصطيادات من اجل التجارة بريشه.
وفقًا لإدارة ولاية تكساس للحياة البرية، لا يوجد الا سوى حوالي 1500 إلى 2000 من أزواج البلشون الحمراوي المعششة في الولايات المتحدة - ومعظمها تتواجد في تكساس. تصنف هذه الطيور على أنها أنواع «مهددة» في ولاية تكساس وتحظى على حماية خاصة هناك.

## الوصف

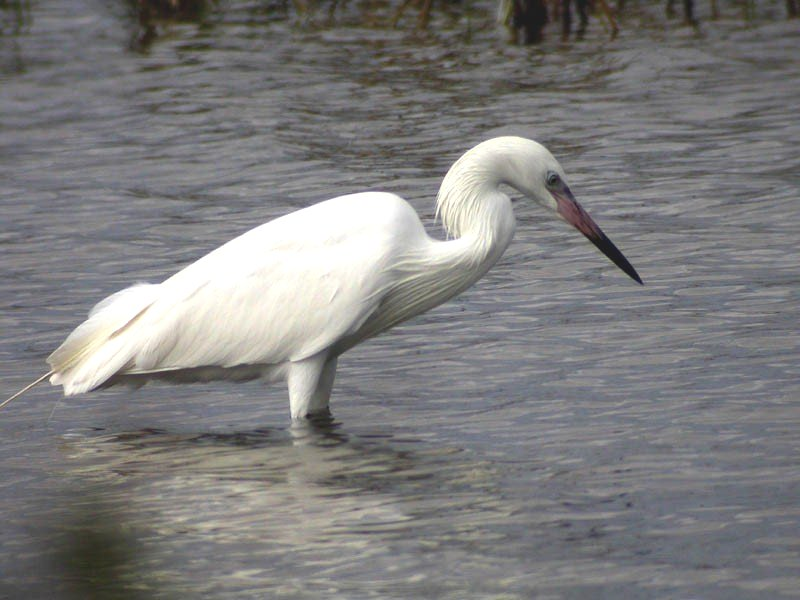
طير بلشون بالغ تكتسيه إحدى الوانه، اللون الأبيض

يصل طول هذا النوع من الطيور إلى حوالي 68–82 سنتيمتر (27–32 بوصة)، وطول باع جناحيه هو حوالي 116–125 سنتيمتر (46–49 بوصة).  تتراوح كتلة الجسم لهذا النوع من الطيور ما بين 364–870 غرام (0.802–1.918 رطل) .  وتر الجناح هو حوالي 29–34.3 سنتيمتر (11.4–13.5 بوصة)، طول الذيل هو حوالي 8.8–13 سنتيمتر (3.5–5.1 بوصة) ، طول المنقار هو حوالي 7.3–9.2 سنتيمتر (2.9–3.6 بوصة) ومقياس رسغ القدم هو حوالي 11.7–14.7 سنتيمتر (4.6–5.8 بوصة).  إنه بلشون متوسط الحجم، طويل الساقين، وطويل العنق، يوجد له منقار طويل لونه زهري؛ مدبب الشكل وطرفه لونه أسود. إنه أكبر بشكل واضح من الطيور الأخرى المتواجدة معه في جنس Egretta - نوع من البلشونيات ، ولكنه أصغر من البلشون الأزرق الكبير والبلشون الابيض الكبير. ساقيه وقدميه لونهما اسود زرقاوي. الجنسين; الذكر والانثى متشابهان، مع انه هنالك نوعان مميزان من أشكال الألوان لهذا الطير. لون طير البلشون الحمراوي البالغ الداكن هو أزرق-رمادي داكن ورأسه وعنقه لونهما حمراوي؛ أي لونهما هو ضرب من اللون الاحمر، ويكون ريشه أشعث الهيئة. اللون الآخر الذي من الممكن ان يظهر به طير البلشون البالغ هو أبيض بالكامل. لون جسم ورأس وعنق الطيور الصغيرة اليافعة هو بني. أثناء التزاوج؛ يبرز وينتصب ريش الذكر على اعلى رأسه، وعلى رقبته وظهره.

## السلوك
يعتبر البلشون الحمرواي أحد أكثر البلشونيات نشاطًا، وغالبًا ما يُشاهد وهو دائم التنقل. يطارد فريسته بصريا في المياه الضحلة بنشاط أكثر بكثير من غيره من طيور البلشونيات، وغالبا ما ينجز ذلك بطاقة مفرزة وبنشاط ويستخدم ظل أجنحته لتقليل وهج الضوء على الماء بمجرد أن يكون في وضعية تمكنه من اصطياد السمكة؛ ونتيجة لذلك تظهر هذه الحركات بشكل يشابه رقصة رائعة. سلوك اصطياده يعتبر جريء ونهم، ولكنه رشيق بنفس الوقت. يأكل هذا البلشون السمك والضفادع والقشريات والحشرات. الصرخة أو الاصوات المعتادة لهذا الطائر هي صراخ حلقي منخفض.

## التكاثر
موائل التكاثر وتربية الصغار للبلشون الحمراوي هي المستنقعات الاستوائية. تعشش هذه الطيور في مستعمرات، وغالبًا يكون ذلك مع أنواع طيور بلشونيات أخرى، وعادة يكون التعشيش على مجموعات من العصي في الأشجار أو الشجيرات. بشكل عام؛ تتواجد هذه المستعمرات في الجزر الساحلية. هذه الطيور لديها عروض مغازلة صاخبة. وهي تشمل عمومًا هز الرأس أثناء طقس الترحيب، يليه مطاردات وطيران جوي دائري. وتشتمل هذه العروض أيضا على رفع الرقبة والظهر وريش الرأس، يرافقها تحريك المنقار باسلوب الذي يجعله يصدر صوت طقطقة، على غرار طيور البلشون ثلاثي الألوان.

## صور

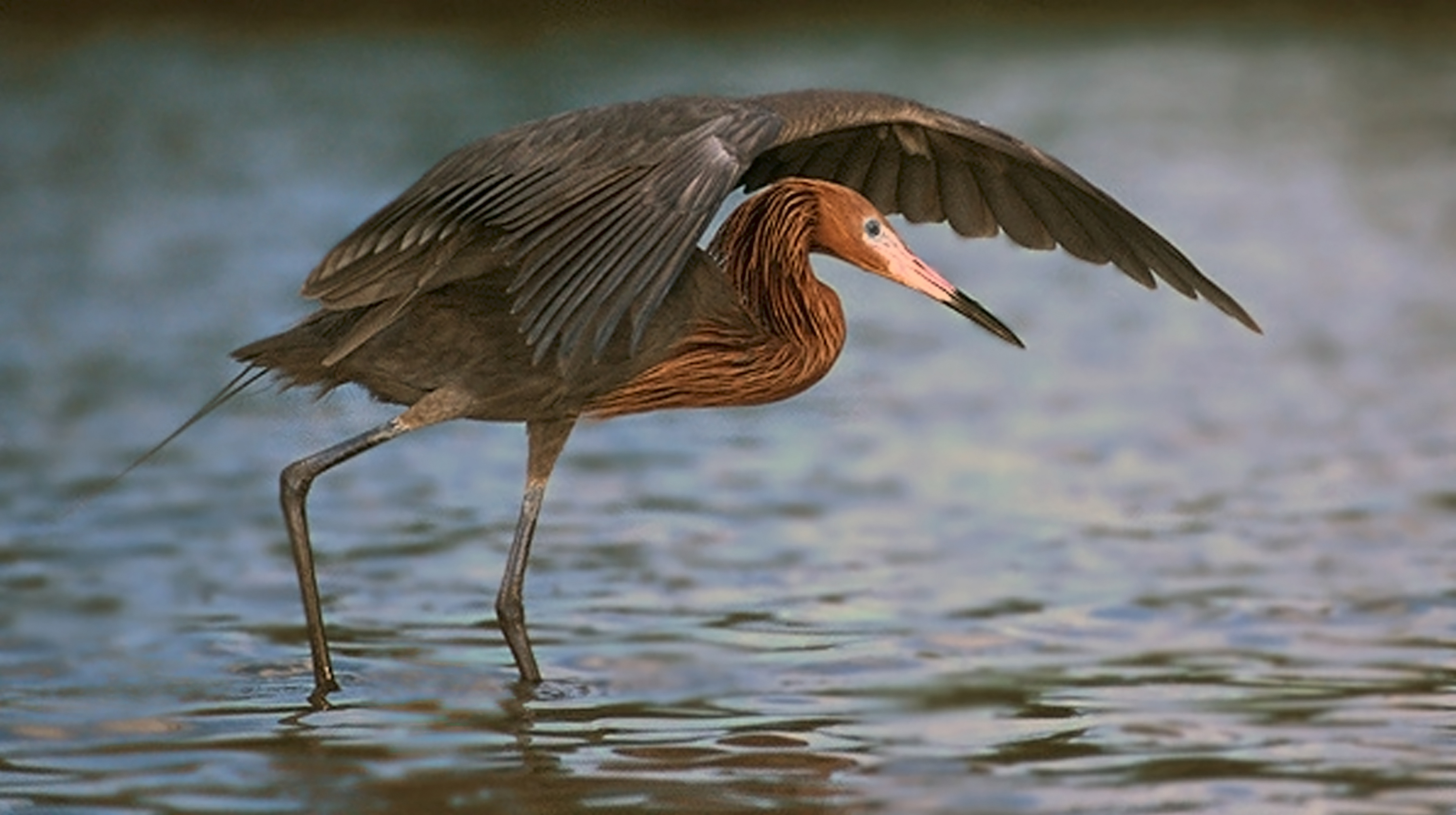
استعمال الجناح للتظليل خلال الصيد
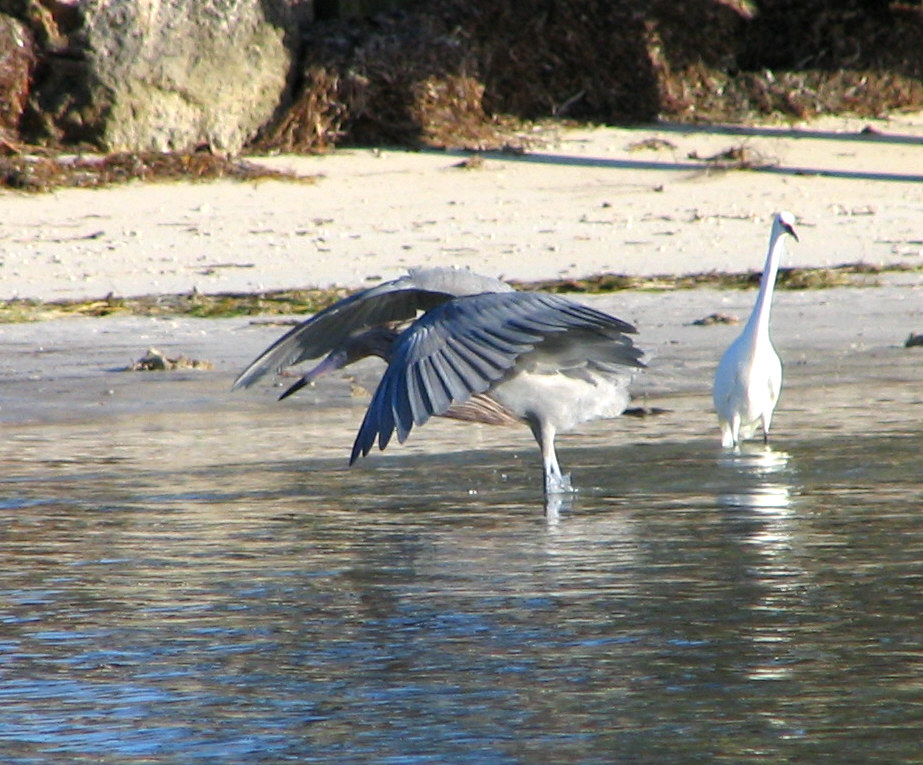
مع بلشون أبيض كبير في لونغ كي ستيت بارك
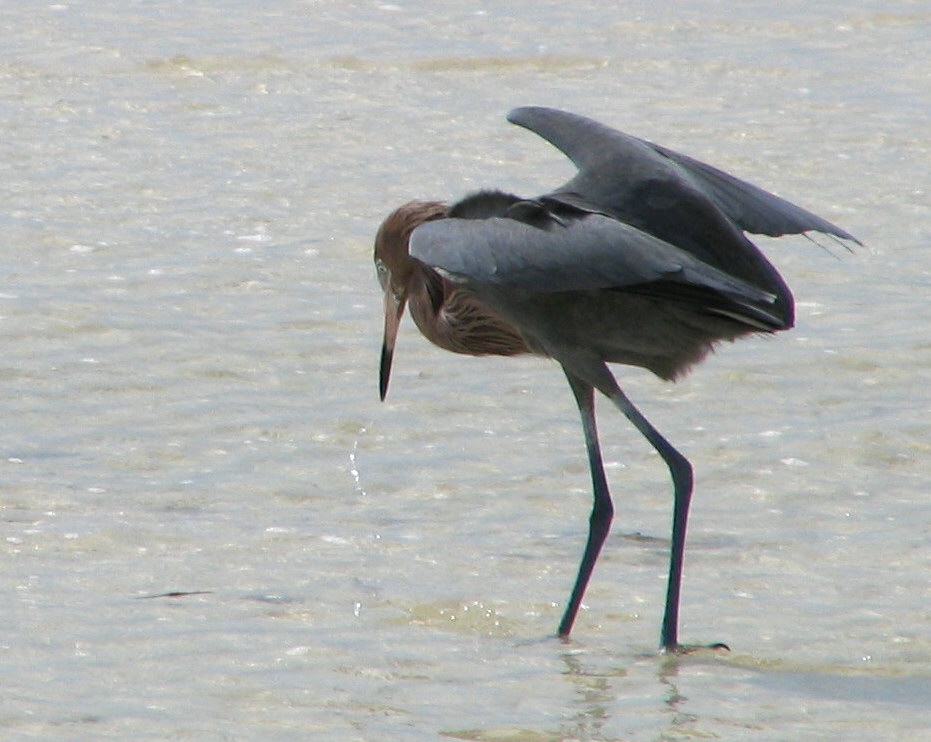
في لونغ كي ستيت بارك
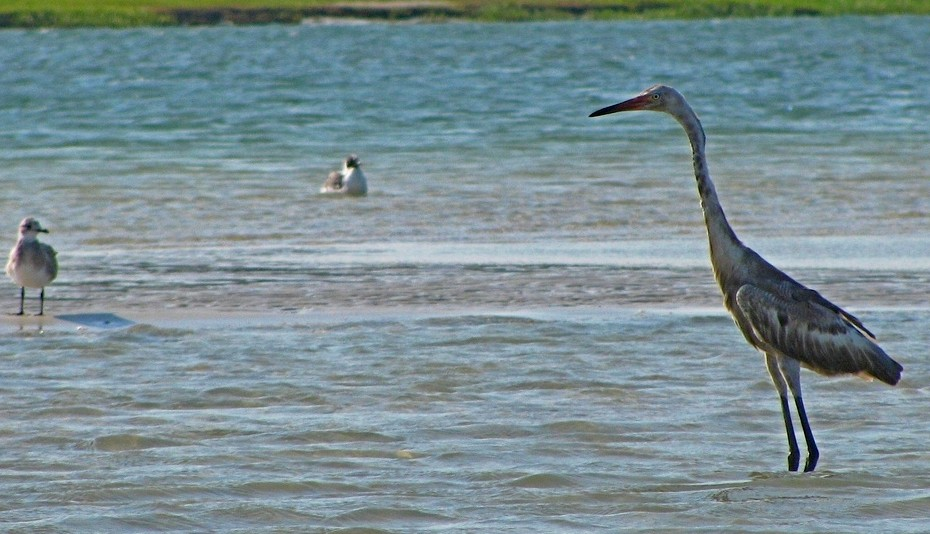
لون ريش وسطي بين اللون الداكن والأبيض في جاكسونفيل، فلوريدا
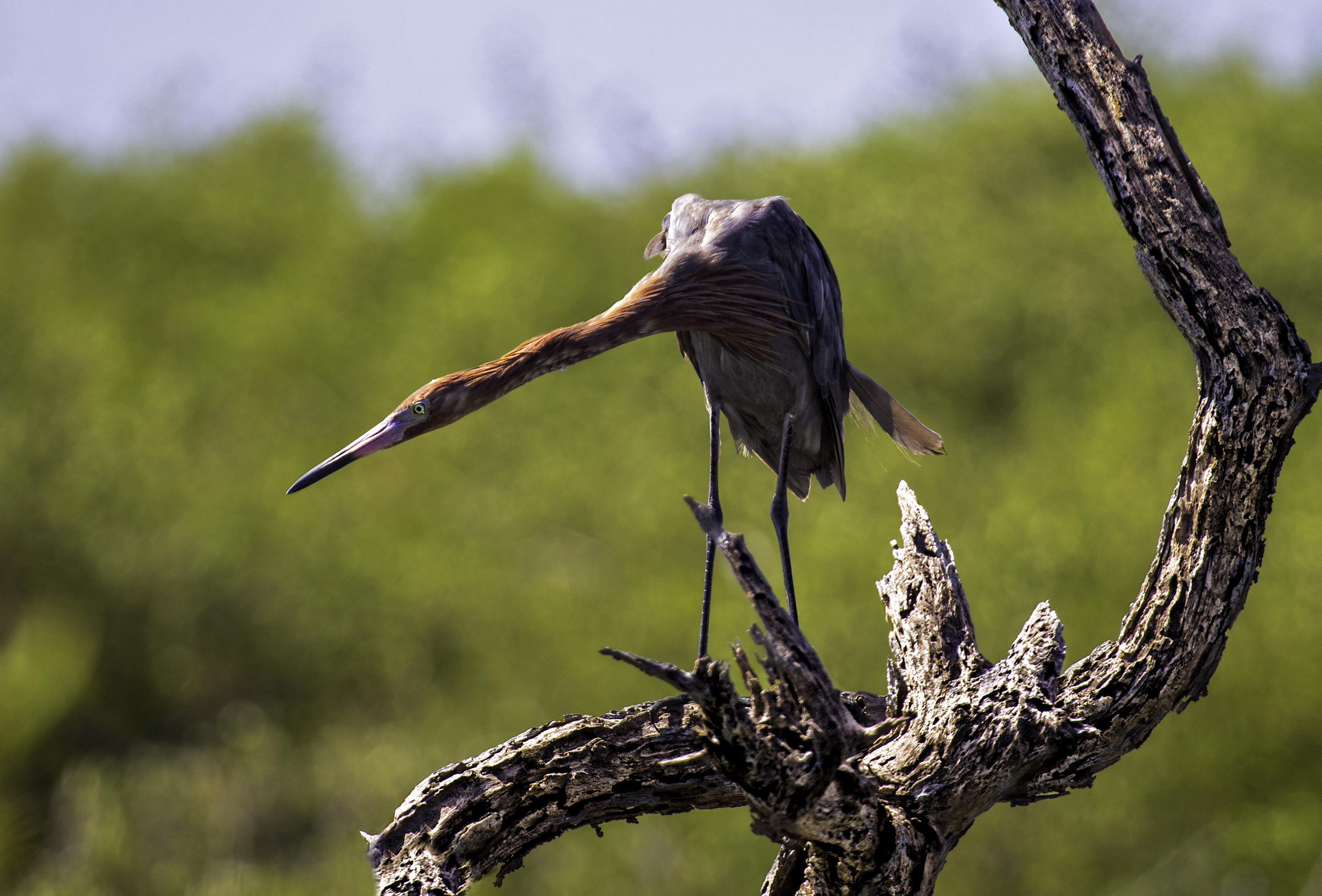
صيد في المانغروف، لاك كاي، بونير
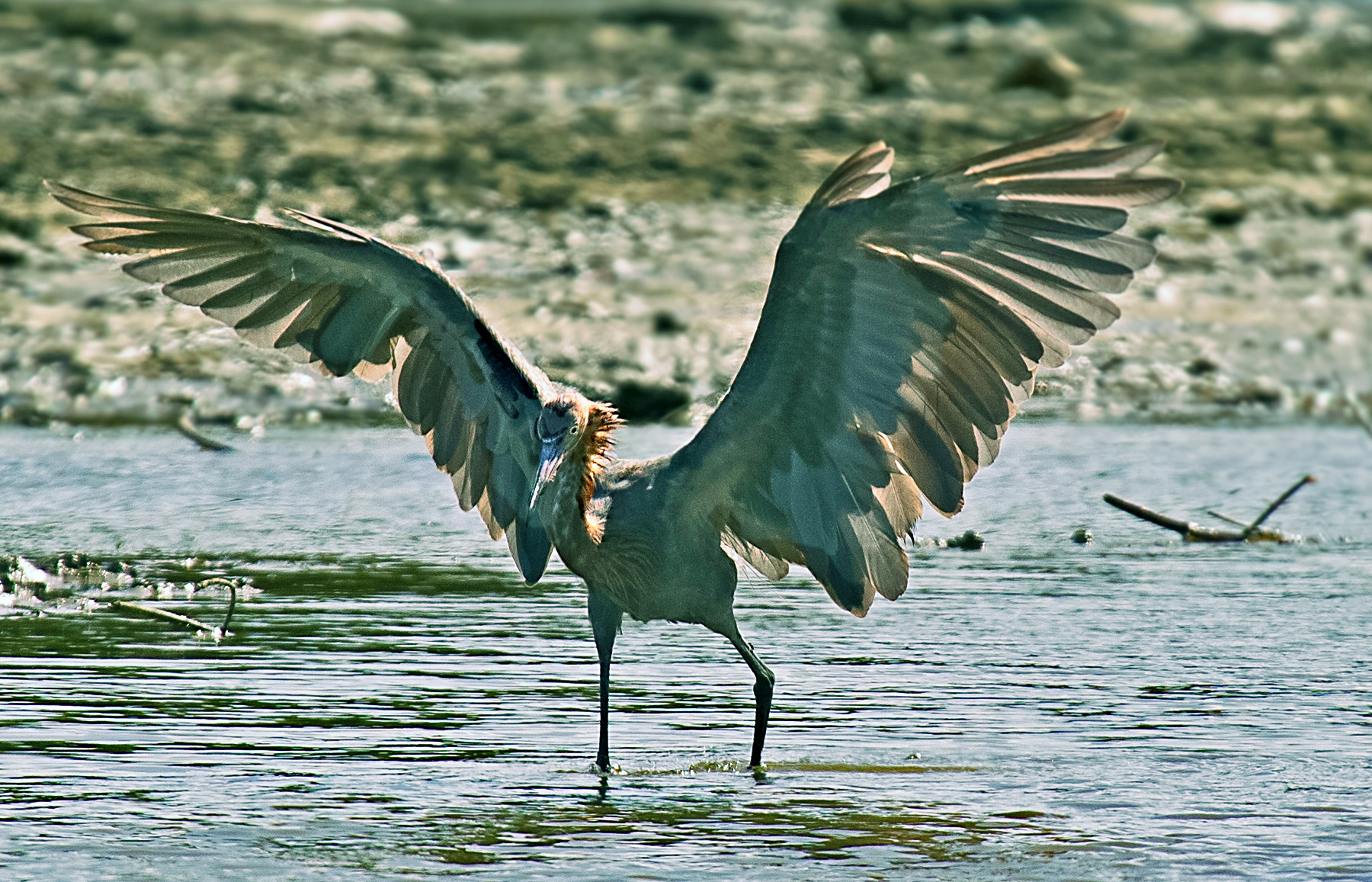
صيد سمك عن طريق التظليل، لاك كاي، بونير
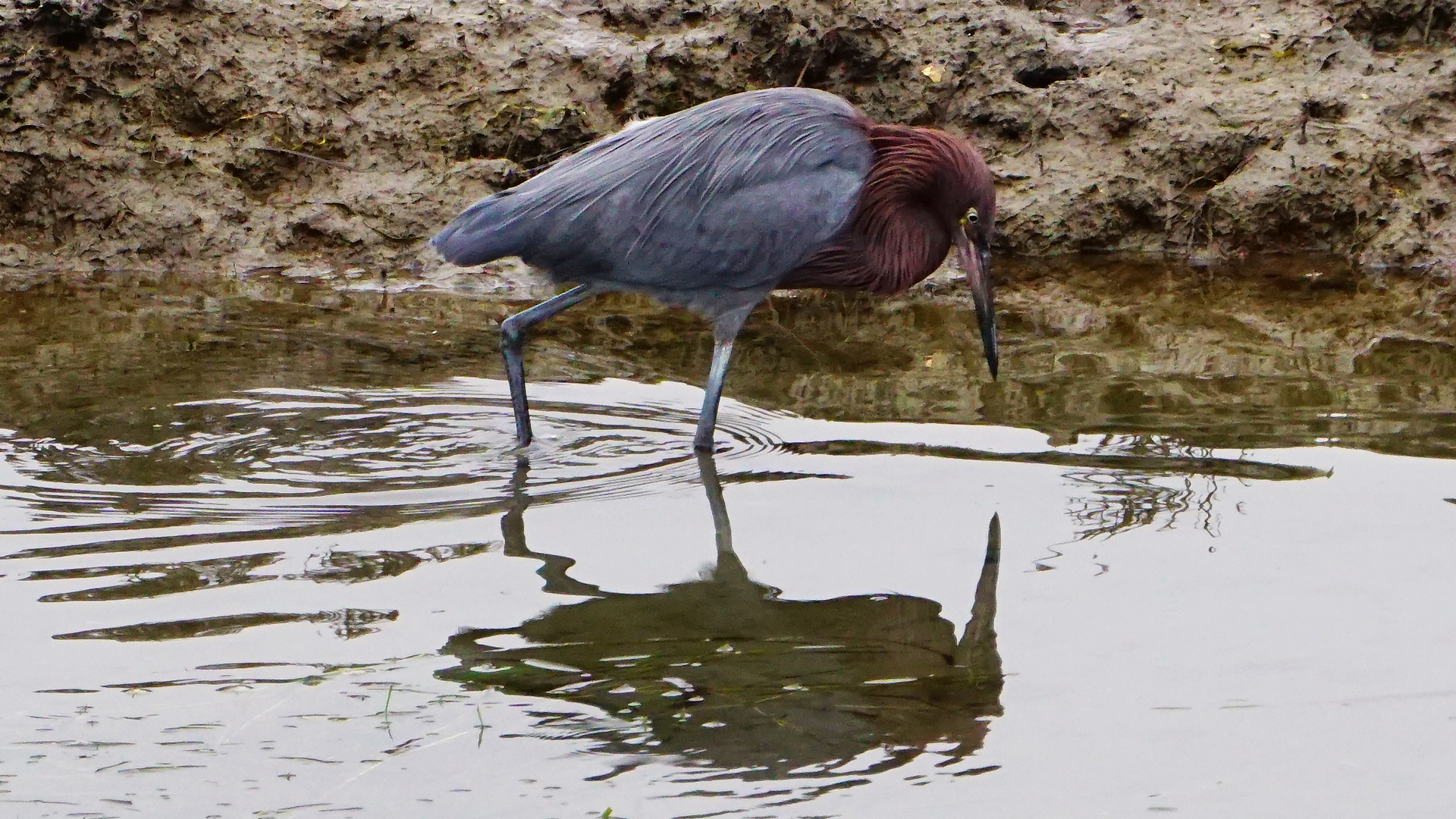
البلشون الحمراوي (بولسا تشيكا ويتلاندز - هنتنغتون بيتش، كاليفورنيا)

## روابط خارجية
- Egretta rufescens في الدليل الميداني: طيور العالم على فليكر
- "وسائط عن Reddish egret". إنترنت بيرد كوليكشن.
- معرض الصور عن بلشون حمراوي على فيريو (جامعة دركسل)

- خريطة تفاعلية لنطاق انتشار Egretta rufescens على IUCN Red List maps
- تسجيلات صوتية لReddish egret على Xeno-canto.